# Mazères (Gironde)
Mazères ist eine französische Gemeinde im Département Gironde in der Region Nouvelle-Aquitaine. Sie hat eine Fläche von 13,1 km² und hatte am 1. Januar 2022 781 Einwohner.

## Geographie
Das Dorf liegt etwa sieben Kilometer südlich von Langon auf einem kleinen Hügel an einem großflächig nach Norden zur Garonne hin geneigten Geländeprofil. Knapp einen Kilometer östlich verläuft in Nord-Süd-Richtung die N 524 von Langon nach Captieux. Südlich und westlich umfließt den Ort der Ruisseau de Marquet. Der Ort  kann als Streusiedlung angesehen werden. Um die Kirche, die den Dorfmittelpunkt darstellt, sind nur vereinzelte Gehöfte angesiedelt.

## Bevölkerungsentwicklung
| Jahr                       | 1962 | 1968 | 1975 | 1982 | 1990 | 1999 | 2008 | 2017 |
| Einwohner                  | 471  | 453  | 406  | 383  | 453  | 547  | 638  | 761  |
| Quellen: Cassini und INSEE |      |      |      |      |      |      |      |      |

## Sehenswürdigkeiten
- Im Südwesten der Gemeinde befindet sich das aus dem 14. Jahrhundert stammende Schloss Roquetaillade.
- Kirche Notre-Dame, deren Baukörper überwiegend aus dem 16. und 17. Jahrhundert stammt[1],

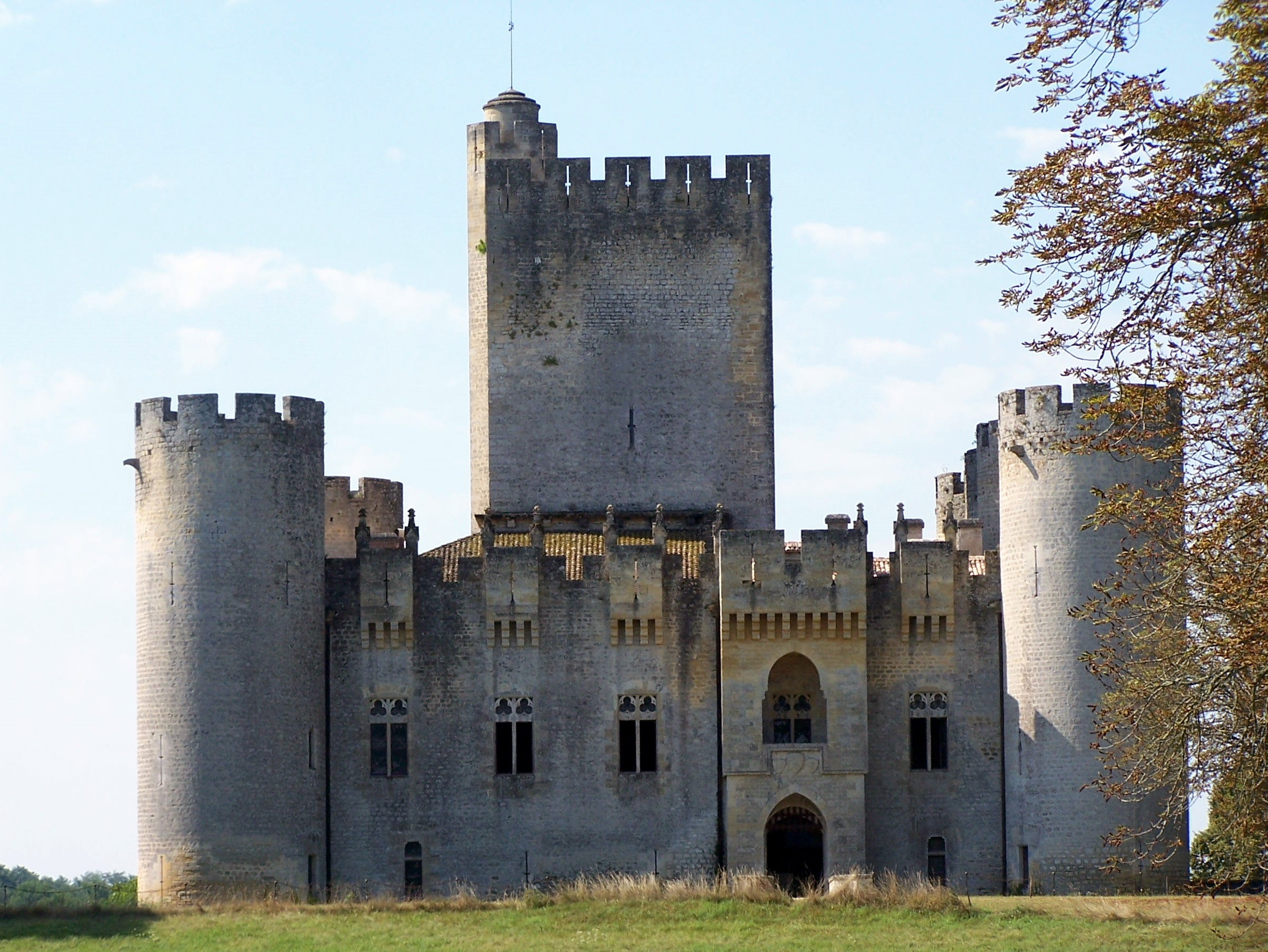
Château neuf de Roquetaillade
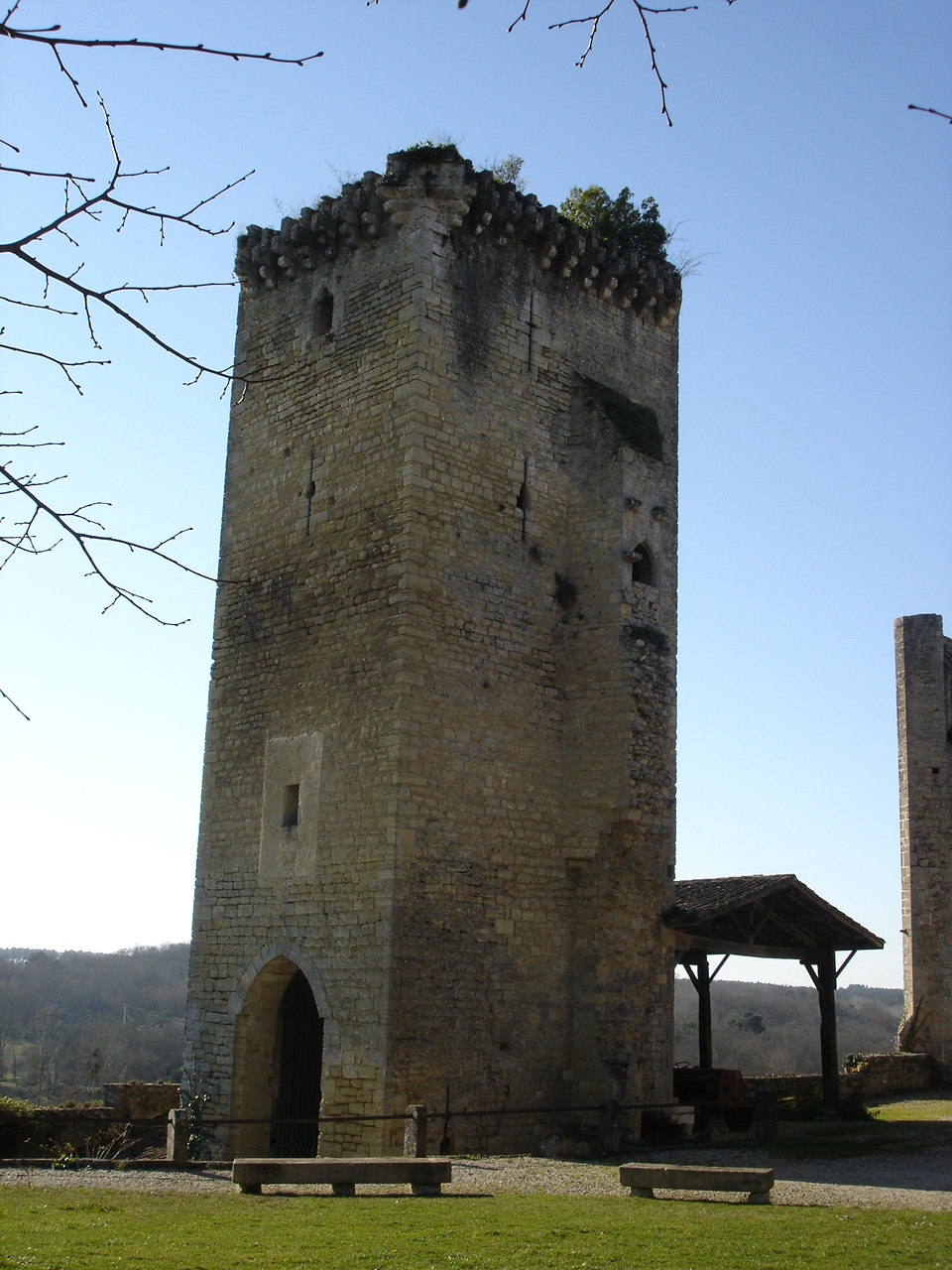
Turm des alten Schlosses
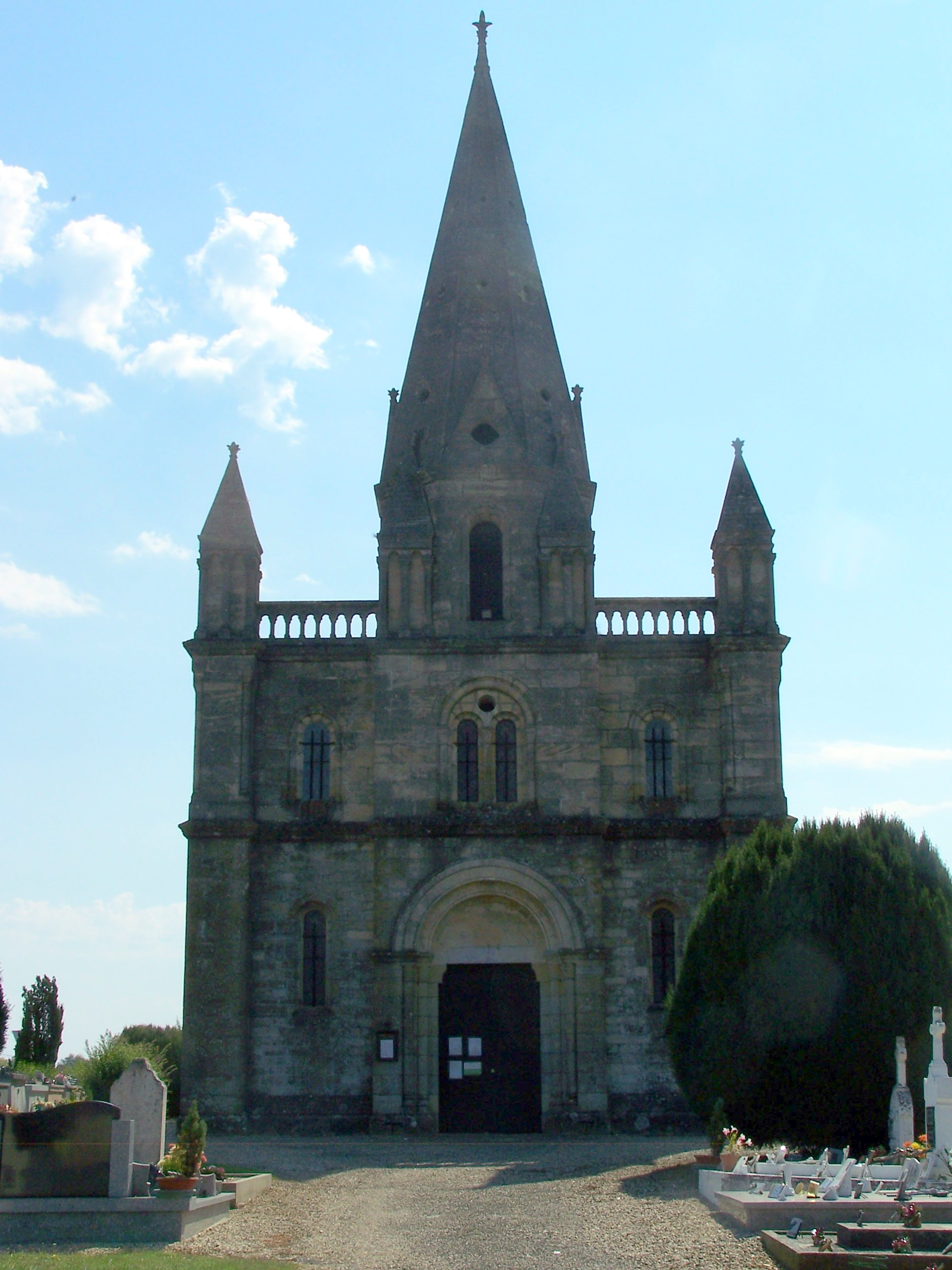
Kirche Notre-Dame
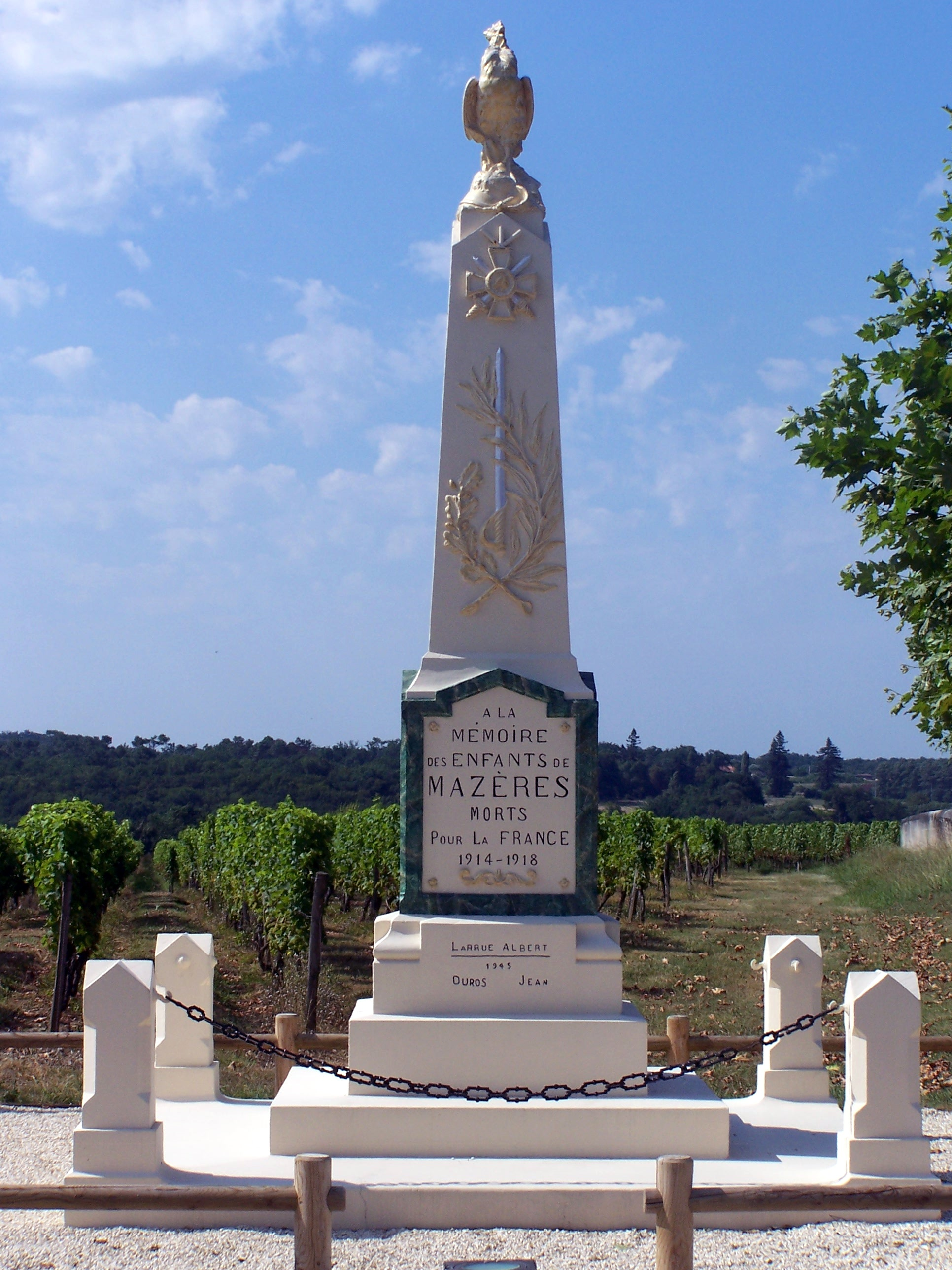
Gefallenendenkmal

## Bildung
Im Ort befindet sich eine Grundschule, an die mehrere Sportplätze angrenzen. Für weiterführende Schulen müssen die Schüler nach Langon fahren.

## Weinbau
Mazères ist das südlichste AOC-klassifizierte Weindorf im Weinbaugebiet Bordeaux in der Region Graves.

## Persönlichkeiten
- Pierre Martelozzo (* 1947), Radrennfahrer